# 増田増蔵
増田 増蔵（ますだ ますぞう、1863年9月21日〈文久3年8月9日〉 - 1943年〈昭和18年〉9月4日）は、日本の商人（増田屋、砂糖貿易商）、会社重役、神奈川県多額納税者、資産家、政治家、実業家。増田製粉所相談役。族籍は神奈川県平民。

## 経歴
神奈川県・増田嘉兵衛の長男。中村房次郎の兄。横浜生まれ。1883年、家督を相続する。増田屋と称し、砂糖貿易商を創め、ついで麦粉石油貿易を兼ねる。同族及び同業者を糾合し、横浜製糖会社を創設。
日露の戦役に際し、功によって勲六等に叙せられ瑞宝章を賜る。横浜蚕糸外四品取引所仲買、増田貿易、増田製粉所各相談役、横浜市会議員、神奈川県会議員、横浜商業会議所副会頭などを務めた。

## 人物
増田について『京浜実業家名鑑』で「頗る質素にして秋亳も虚飾に趨る所なく其店風も亦簡易素朴にして些かのハイカラ風なく而も社会公共慈善の事業に至っては巨額の資金を投じ惜むことなし」と紹介されている。住所は神奈川県横浜市中区本町4丁目。

## 家族・親族
増田家
- 父・嘉兵衛[5]（1834年 - 1920年、貿易商、実業家）
- 妹・タキ（1868年 - ?、増田與一の養母）
- 養弟・源次郎（1876年 - ?、静岡、高木源平の二男、分家、増田貿易取締役）[11]
  - 同庶子・松枝（1904年 - ?、生母は神奈川の加藤カネ）[11]
- 妻・いく（1867年 - ?、東京、星野清左衛門の二女）[6]
- 長男・増太郎（1886年 - ?、増田製粉所社長）[5]
- 男・稲三郎[13]（1890年 - ?、1913年に早稲田大学商科卒業[13]、増田貿易取締役[11]）
- 長女・はな（1896年 - ?、兵庫、八馬兼介の妻）[5]
- 二女・すま（東京、藤田欽哉の妻）[5]
- 三女・孝（1904年9月 - 1997年、東京・三菱製鉄常務取締役堀悌三郎の長男で、三菱銀行員堀峰一郎の妻）
- 孫[11]

親戚
- 甥・中村正雄の妻の父・安部磯雄（社会主義者、衆議院議員、社会大衆党中央執行委員長）
- 実弟・中村房次郎（松尾鉱業社長、日本カーボン会長）
- 長女の夫・三代八馬兼介（八馬財閥当主、海運業）
- 二女の夫・藤田欽哉（霞ヶ関カンツリー倶楽部東コース設計）